# 苯乙醇
苯乙醇也称为2-苯乙醇，是一种芳香烃的衍生物，化学式为C6H5CH2CH2OH。苯乙醇是自然界广泛存在的无色的液体，能在许多种花（如玫瑰、康乃馨、风信子、阿勒颇松树、橙花、铃兰及天竺葵）的精油里分离得到。苯乙醇略溶于水，与醇、醚等有机溶剂互溶。

## 用途
苯乙醇有一种类似于花香的芳香气味，因此它可以作为普通的食品添加剂（尤其是当食品中需要添加玫瑰气味时）。苯乙醇也用作卷烟添加剂。由于其具有稳定的化学性质，所以苯乙醇还能作为防腐剂。在生物学研究中中，苯乙醇因其具有抗菌性而受到应用。

## 制备
苯乙醇可以通过溴苯，环氧乙烷通过格氏反应以制备之：
C6H5MgBr + CH2CH2O → C6H5CH2CH2OMgBr
C6H5CH2CH2OMgBr + H+ → C6H5CH2CH2OH
也可以通过傅-克反应，使苯与环氧乙烷在氯化铝催化下直接合成苯乙醇。
C6H6 + CH2CH2O (+ AlCl3) → C6H5CH2CH2OH (+AlCl3)